# Gérasime D. Cangellaris
Gérasime D. Cangellaris, né le 19 novembre 1890 à Argostoli (Céphalonie, Grèce) et mort à Paris le  23 janvier 1925, est un poète et éditeur francophone issu de l'ancienne aristocratie de l'île. Ses parents sont Demetrio P. Cangelari (1844-1898) et Rosa D. Assani (1851-1912),.

## Biographie
Il vit son enfance à Suez et son adolescence à Alexandrie (Égypte), où il est élève de l'école des Frères du Port Tewfik puis du collège Sainte Catherine.  Il publie ses premiers poèmes dans le journal alexandrin francophone Le Phare d'Alexandrie et fait partie des premiers rédacteurs de la revue littéraire Le Lotus, publiée en 1910 par son collège comme organe de l'Académie Saint Jean-Baptiste de la Salle, l'association littéraire de ses élèves dont il est secrétaire entre 1907 et 1908.
La totalité de son œuvre est écrite en français, mais ses poèmes sont remplis de vibrations patriotiques hellènes. De 1917 à sa mort, il dirige la revue mensuelle pour la vulgarisation des idées françaises dans le Levant L'Orient Français, publiée à Paris.
Peintre amateur, illustre lui-même ses deux ouvrages.

## Œuvres publiées
- L'Assemblée nationale, Alexandrie, 1910
- Quand l'aigle se réveilla…, Paris, 1914

## Distinctions
- Croix d'argent de l'ordre du Sauveur